# Orden der Barden, Ovaten und Druiden
Der Orden der Barden, Ovaten und Druiden (englisch 'Order of Bards, Ovates & Druids'), OBOD genannt, ist ein neodruidischer Orden mit Hauptsitz in England. Er ist zu einer der lebhaftesten Druidenvereinigungen mit Mitgliedern in allen Teilen der Welt geworden. Der derzeitige Mitgliederbestand beträgt laut eigenen Angaben und der Publikation im Magazin „Touchstone“ und den Lehrheften derzeit 17.000 Mitglieder weltweit.

## Geschichte des Ordens
OBOD wurde 1964 von Ross Nichols, einem Poeten, Künstler und Historiker gegründet, der Vorsitzender des 1874 von Dr. Wentworth Little aus einer Versammlung von Freimaurern gegründeten 'Ancient Druid Order' (Ancient and Archaeological Order of Druids), einem Nachfolger des AOD, war und dessen Linien sich bis ins Jahr 1717 zum Treffen in der 'Apple Tree Tavern' in Covent Garden, London, verfolgen lassen. Dies war die gleiche Taverne, in der sich auch die Freimaurerlogen und andere Druidenorden trafen. Der ADO führte seither exklusiv zusammen mit dem Druids of the Universal Bond (An Druidh Uileach Braithreachas, oder A.D.U.B.) in Stonehenge Zeremonien durch, und dieses Recht gilt bis heute.
Nach dem Tode des ADO-Vorsitzenden Robert MacGregor 1964 und der Teilung des ADO übernahm Ross Nichols einen Teil des Ordens und formte daraus eine religiöse Gemeinschaft.
Nichols war ein Freund von Gerald Gardner, und während Gardner an der Einführung der Wicca in die moderne Welt arbeitete, wandte sich Nichols der Praxis des modernen Druidentums zu. Er verband die Pflege der keltischen Mythologie mit der Bardenkunst und führte das Feiern aller acht Jahresfeste zusätzlich zu den Schulungen für die Initiationen in die drei Grade ein, in Übereinstimmung mit klassischen Formen der Dreiteilung der Priestergrade.
Philip Carr-Gomm übernahm 1988 nach dem Tod von Ross Nichols die Leitung des Ordens. Die zuvor persönlich durchgeführten Schulungen wurden nun als Fernunterricht konzipiert und an Mitglieder in der ganzen Welt verschickt. Zusätzlich wurde ein Netzwerk von Tutoren geknüpft, die jeweils für die drei Grade Barde, Ovate und Druide zuständig sind. Mitglieder treffen sich bei Festen und sogenannten Camps in der ganzen Welt und somit existiert ein weltweites Netzwerk von 'seedgroups' genannten Lerngruppen und 'groves' als Gemeinschaften. Philip Carr-Gomm übergab die Leitung des Ordens 2020 an seine Nachfolgerin Eimear Burke.
Es gibt weiterhin eine öffentliche Internetseite, private Seiten der Gruppen und des Ordens, mehrere Internetforen, das monatliche Magazin Touchstone, das nur an Mitglieder verschickt wird. Weitere Magazine wie Druidenstein, Serpentstar, das Druid Magazine oder Il Calderone sind auf den Internet- bzw. Facebookseiten des Ordens als PDF frei zugänglich. Auch in Holländisch und im australischen Raum werden vierteljährlich Magazine veröffentlicht.

## Liste der Vorsitzenden von 1717 bis heute
- John Toland 1717 – 1722
- William Stukely 1722 – 1765
- Edward Finch Hatton 1765 – 1771
- David Samway 1771 – 1799
- William Blake 1799 – 1827
- Geoffrey Higgins 1827 – 1833
- William Carpenter 1833 – 1874
- Edward Vaughan Kenealy 1874 – 1880
- Gerald Massey 1880 – 1906
- John Barry O’Callaghan 1906 – 1909
- G. W. MacGregor-Reid 1909 – 1946
- Robt. A. F. MacGregor-Reid 1946 – 1964
- Ross Nichols 1964 – 1975
- Phillip Carr-Gomm 1988 – 2020
- Eimear Burke seit 2020

## Ziele des Ordens
Über die Jahre hat der OBOD seine Lehre des Druidismus erfolgreich entwickelt. Studenten werden über ein Jahr lang als 'Reise' durch alte bardische Geschichten, die in die alten Riten und Mysterien einführen, geleitet. Der Kurs nutzt Erkenntnisse aus den Bereichen Geschichte, Mythologie und Psychologie, um die Spiritualität der einzelnen Studierenden sowie ihre inneren Fähigkeiten zu entwickeln. Ab einem gewissen Grad der Selbstentdeckung entsteht ganz natürlich eine innere Haltung, eine Sicht der Dinge, die darauf hinwirken möchte die Erde, den ganzen Kosmos als heilig (gottverbunden, gottentsprungen und deshalb per se als göttlich) anzusehen und deshalb zu achten und erhalten.
Die Tugenden der ehemaligen Freimaurerlogen sind nach wie vor auch Bestandteile des religiösen Zweiges des OBOD, wobei dieser sich ebenfalls nach den Inhalten des Barddas und der Schriften der Pherrylt (die wohl eher denen der Culdeer entsprechen), richtet.
Bei Zusammenkünften genießen die Mitglieder die Erzählkunst der Barden (alte Sagen und Mythen, ebenso wie moderne Lieder und Geschichten, angelehnt an den entsprechenden Kontext), beispielsweise begleitet von Harfe, Gitarre oder Bodhrán. Nicht selten sitzen dabei die Teilnehmer um ein Lagerfeuer. Sie halten Zeremonien und Workshops ab und treffen auch dort auf Tutoren und Leiter des Ordens oder der Groves.
Ein Mitglied sagte einmal sinngemäß: „Wir erfanden einen Weg zur Erforschung und zum 'Eintauchen' in alte Geschichten und Mythen, so dass sie Wirklichkeit und zu einem unterhaltsamen Spiel wurden. Dies alles geschah zwischen zwei Feldern und einem Wald, wir halten druidische Schwitzhüttenrituale und Initiationen ab und große kommunale Zeremonien unter den Sternen“.
Der OBOD akzeptiert Mitglieder unabhängig von ihrer Religion, was z. B. heißt, dass auch Menschen christlichen Glaubens dort Mitglied werden können, ohne mit spezifischen Glaubenselementen wie z. B. Reinkarnation konform zu gehen. Insofern muss Druidentum im Sinne der Lehre des OBOD nicht unbedingt als Religion in eigentlichen Sinne verstanden werden, sondern kann je nach persönlichem Empfinden mehr oder weniger weit auch beispielsweise eher als Lebenseinstellung oder Lebensweise angenommen werden.